# Рациборжско-опавское княжество
Ратиборско-опавское княжество (лат. Ducatus Ratiboria et Oppaviensis, чеш. Ratibořské a Opavské knížectví, нем. Herzogtum Ratibor und Troppau, пол. Księstwo raciborsko-opawskie) — одно из силезских княжеств со столицей в Рацибуже (Ратиборе).

## История
В 1336 году умер, не оставив наследника, князь Лешек Рацибужский, ранее принёсший вассальную присягу чешскому королю Яну Люксембургскому. В 1337 году Ян Люксембургский по праву сюзерена передал Ратиборское княжество опавскому князю Микулашу II из побочной линии чешской королевской династии Пржемысловичей, в результате чего образовалось Ратиборско-опавское княжество.
После смерти Микулаша II в 1365 году княжеством некоторое время совместно управляли его сыновья, но в 1377 году (когда самому младшему из них — Пржемыслу — исполнилось 12 лет, что тогда считалось достаточным для начала правления) они разделили владение между собой. Ян получил Ратиборско-крновское княжество, Микулаш — Глубчицкое княжество, а Вацлав и Пржемысл получили в совместное владение Опавское княжество.

## Князья Рацибужа и Опавы
| #                                                                   | Имя (годы жизни)                                                    | Родители                                                            | Годы правления | Примечания                                                                                      |
| ------------------------------------------------------------------- | ------------------------------------------------------------------- | ------------------------------------------------------------------- | -------------- | ----------------------------------------------------------------------------------------------- |
| 1                                                                   | Микулаш II Опавский (1288 — 8 декабря 1365)                         | Микулаш I Опавский Адельгейда Габсбург                              | 1337―1365      | Князь Опавский (с 1318 по 1337 год), князь Прудницкий (с 1318 по 1337 год и с 1361 по 1365 год) |
| 2                                                                   | Ян I Ратиборский (ок. 1332 — 1380/1382)                             | Микулаш II Опавский Анна Ратиборская                                | 1365―1377      | князь Ратиборско-крновский (с 1377 по 1380/1382 год)                                            |
| 3                                                                   | Микулаш III Опавский (1343/1350 — 9 июля 1394)                      | Микулаш II Опавский Ядвига Олесницкая                               | 1365―1377      | князь Глубчицкий (с 1377 по 1394 год)                                                           |
| 4                                                                   | Вацлав I Опавский (ок.1362 — 1381)                                  | Микулаш II Опавский Ютта Немодлинская                               | 1365―1377      | князь Опавский (с 1377 по 1381 год)                                                             |
| 5                                                                   | Пржемысл I Опавский (ок.1365 — 28 сентября 1433)                    | Микулаш II Опавский Ютта Немодлинская                               | 1365―1377      | князь Опавский (с 1377 по 1433 год), князь Глубчицкий (с 1394 по 1433 год)                      |
| Разделено на Ратиборско-крновское, Глубчицкое и Опавское княжества. | Разделено на Ратиборско-крновское, Глубчицкое и Опавское княжества. | Разделено на Ратиборско-крновское, Глубчицкое и Опавское княжества. | 1377           |                                                                                                 |